# Leda Speziale San Vicente
Leda Speziale fue la undécima mujer mexicana en graduarse como ingeniera civil en la Escuela Nacional de Ingenieros, hoy Facultad de Ingeniería. Maestra en ingeniería con especialidad en Estructuras. En 1954 comenzó a impartir clases como profesora emérita de la UNAM y permaneció activa más de 60 años en la Facultad de Ingeniería.

## Biografía

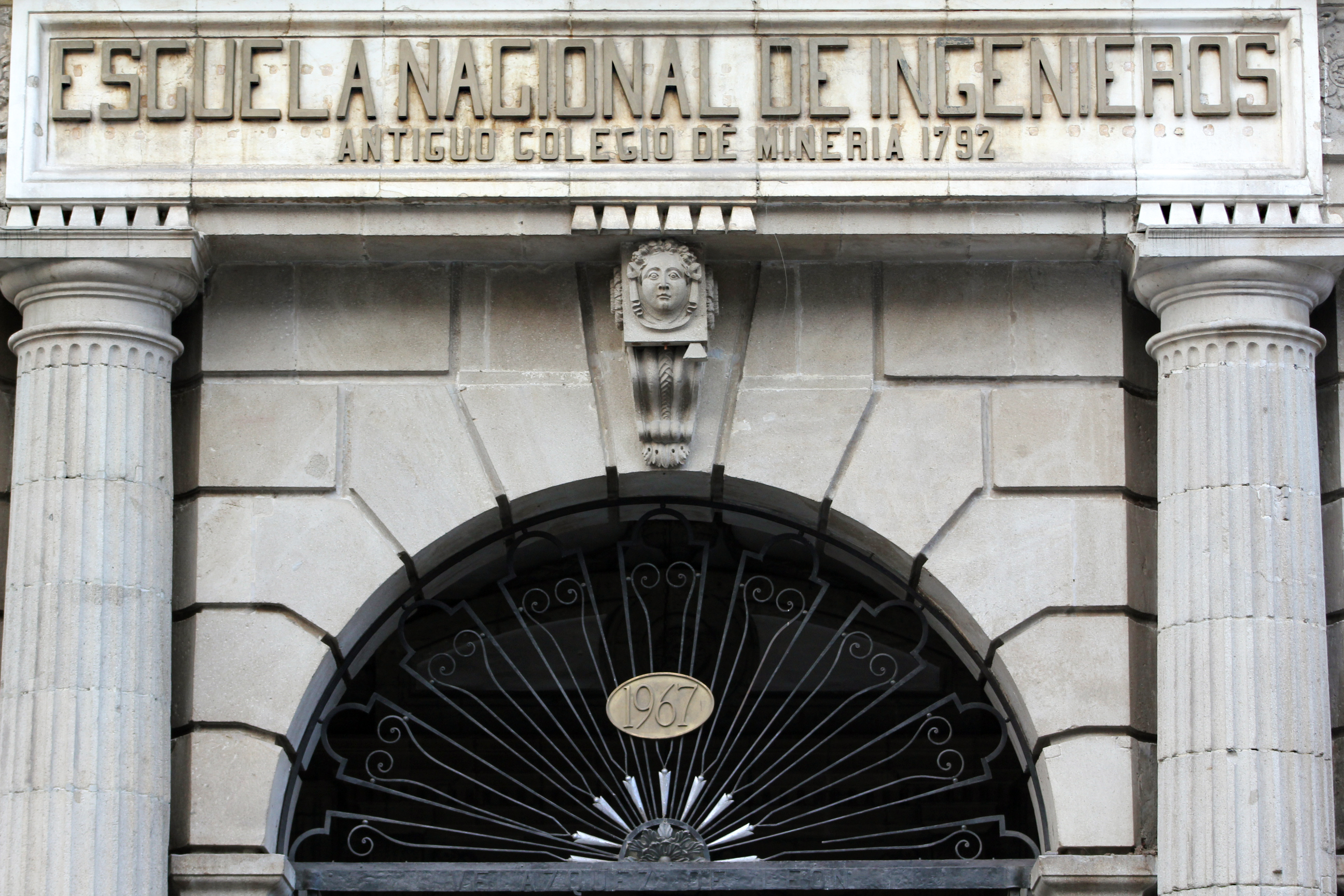
Cuando estaba la Escuela Nacional de Ingenieros en el Palacio de Minería, Leda Speziale se convirtió en la 11.ª estudiante de ingeniera civil en México

Leda Speziale San Vicente nació en la Ciudad de México el 18 de abril de 1928. Hija de padre italiano y madre mexicana, desde niña mostró inclinación por sus dos grandes aficiones: las matemáticas y el lenguaje. 
"Mi vocación original era para maestra de matemáticas, pero me fui a ingeniería donde ahora imparto las asignaturas de matemáticas en los primeros semestres en la facultad de Ingeniería", narró en una conferencia impartida en Mazatlán, invitada por el Colegio de Sinaloa y por la Universidad Politécnica de Sinaloa.
En 1945 ingresó a la Escuela Nacional de Ingenieros (ENI), hoy Facultad de Ingeniería, donde se graduó como ingeniera civil en 1954. 
En 1966, inició su maestría en ingeniería en la especialidad de estructuras en la Faculdad de Ingeniería, donde obtuvo el grado en 1970.
La maestra Speziale impartió materias del tronco común de cualquier ingeniería principalmente: álgebra, álgebra lineal, cinemática, dinámica, ecuaciones diferenciales, estática, geometría analítica, geometría descriptiva, métodos numéricos y probabilidad y estadística.

## Desarrollo profesional

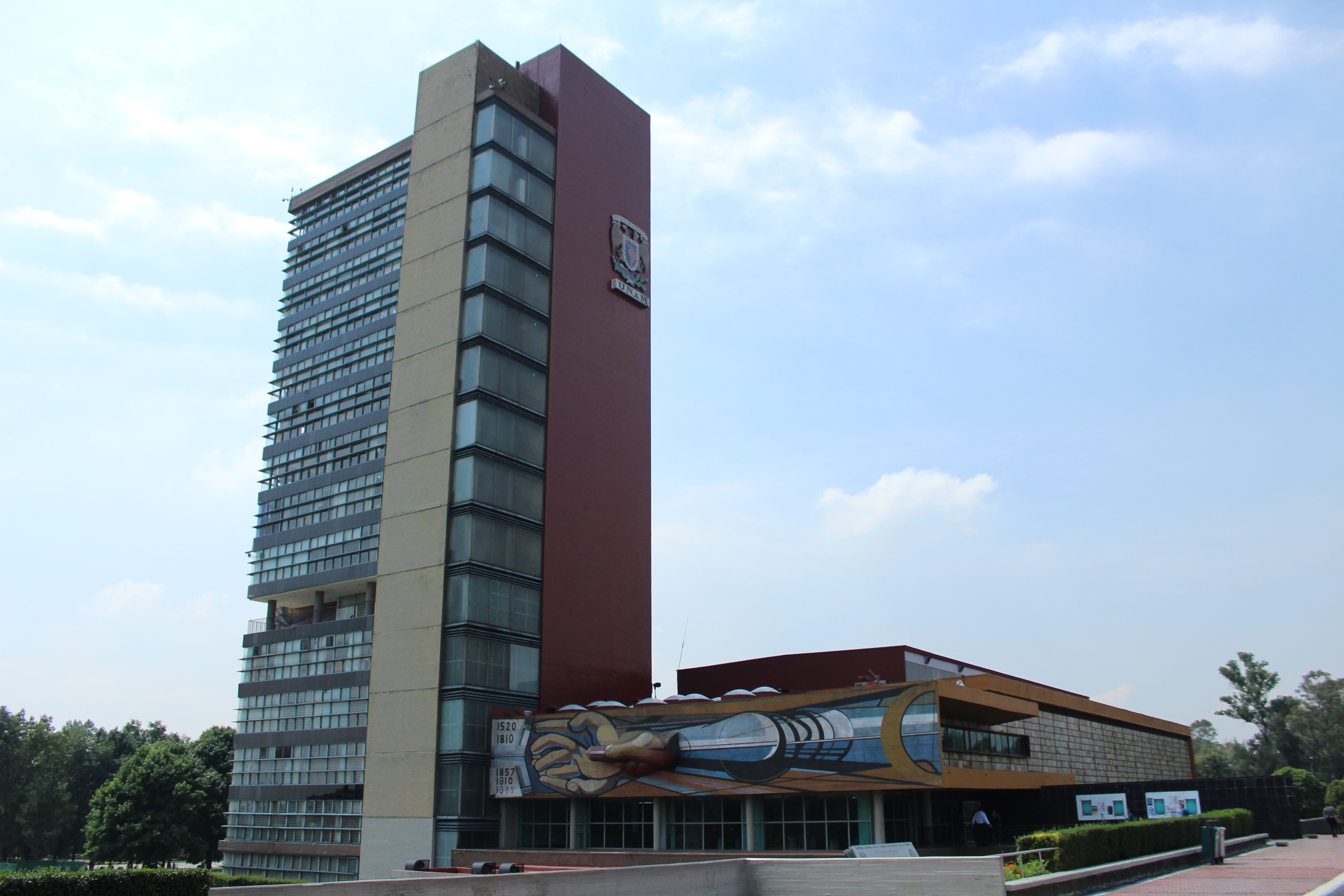
Rectoría en Ciudad Universitaria

Speziale ejerció su profesión particularmente en algunas dependencias gubernamentales. Por ejemplo, en la Secretaría de Recursos Hidráulicos, donde fue proyectista en la Dirección general de Obras del Valle de México y en la Dirección de Obras de la UNAMcuando se construía la Ciudad Universitaria.
“En 1954 tuve conocimiento de que un grupo de álgebra no tenía profesor y solicité atenderlo, pero las autoridades de la escuela se opusieron por ser yo mujer, a pesar de mi buen promedio y de tener experiencia docente en escuelas particulares. El jefe de clases de otra asignatura más complicada requería un profesor para dos grupos, me llamó y me los ofreció. Acepté el reto.”
Primera mujer en tener a  cargo la jefatura de una coordinación de Matemáticas Aplicadas en la Facultad de Ingeniería, así como de la jefatura de la División de Ciencias Básicas.
De 1975 a 1987 estuvo en el Consejo Técnico de la misma Facultad y además fue miembro de la Comisión de Honor de dicho Consejo de 1976 a 1987.
En1988 consiguió la beca del Programa de Cooperación Internacional, en la Universidad Politécnica de Valencia, España.
Hasta el 2017, con 89 años, se mantuvo activa como profesora de la UNAM. Fue la primera mujer galardonada como emérita en su facultad.

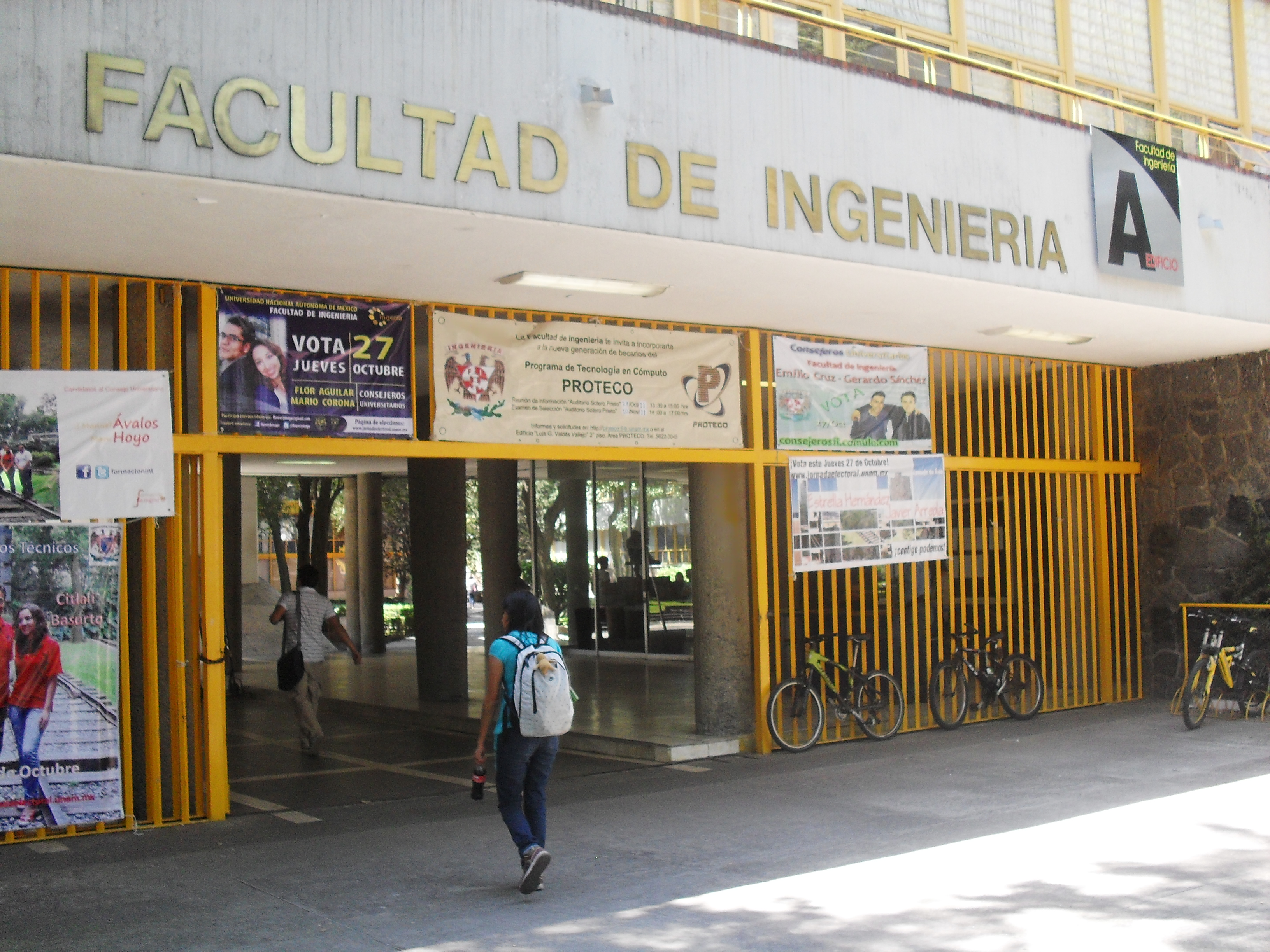
La maestra Leda Speziale San Vicente celebró el tiempo dedicado en la Facultad de Ingeniería.

El 8 de marzo de 2017 la Facultad de Ingeniería. comenzó los festejos de sus 225 años. En su publicación, la Fundación UNAM reseñó: “En la ceremonia, Leda Speziale San Vicente de Guzmán, profesora emérita de la Facultad recordó que en la década de los cuarenta, sólo había una mujer por generación de alumnos. En la actualidad, las mujeres representan entre el 28 y el 30% de la matrícula de nuevo ingreso.” Durante la ceremonia, Speziale recibió un reconocimiento especial por los años que ha dedicado a su Facultad.
Leda Speziale San Vicente es coautora de los libros de texto para Álgebra I y Álgebra Lineal y autora de diversos artículos y fascículos relacionados con las asignaturas que imparte, como son  los dedicados a Transformaciones Lineales y Espacios con producto interno.
Escribió el artículo "Valores Mexicanos de la Ingeniería 2" el cual obtuvo el Premio Fundación ICA a la Docencia en Ingeniería Civil 1977.

## Premios
- 1977 Premio Fundación ICA a la Docencia en Ingeniería Civil.
- 1998 beca del Programa de Cooperación Interuniversitaria ALE de la Agencia Española de Cooperación Internacional, en la Universidad Politécnica de Valencia, España.
- 1999 Premio Universidad Nacional en el área de docencia en ciencias exactas.
- 2000 Medalla al Mérito Académico de la AAPAUNAM.
- 2003 Premio Juana Ramírez de Asbaje, otorgado por la UNAM a las universitarias sobresalientes en sus áreas de conocimiento y en sus ámbitos de desempeño profesional.
- 2004, 13 de mayo. Profesora Emérita. En la Facultad de Ingeniería. 18 profesores han recibido ese honor. Speziale San Vicente y Manuela Garín Pinillos son las únicas dos mujeres eméritas.
- 2023, 8 de marzo. Primer Reconocimiento por su legado y trascendencia profesional, otorgado por La Sociedad Mexicana de Ingeniería Geotécnica, AC.